# Otacilia wenbi
Espèce
Otacilia wenbi est une espèce d'araignées aranéomorphes de la famille des Phrurolithidae.

## Distribution
Cette espèce est endémique du Yunnan en Chine,. Elle se rencontre dans le xian de Tengchong.

## Description
Le mâle holotype mesure 3,50 mm et la femelle paratype 4,09 mm.

## Systématique et taxinomie
Cette espèce a été décrite par Mu et Zhang en 2023.

## Étymologie
Son nom d'espèce lui a été donné en référence au lieu de sa découverte, Wenbi.

## Publication originale
- Mu & Zhang, 2023 : « Further additions to the guardstone spider fauna from China (Araneae: Phrurolithidae). » Zootaxa, no 5338(1), p. 1-104.